# Tuần hành Im lặng

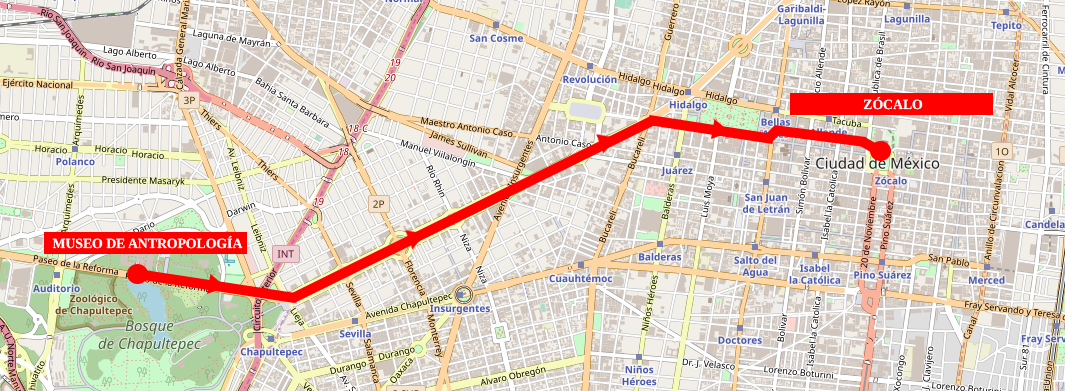
Bản đồ miêu tả hành trình của cuộc biểu tình "Tuần hành Im lặng"

Tuần hành Im lặng (tiếng Tây Ban Nha: Marcha del Silencio) là cuộc biểu tình được tổ chức tại Thành phố México vào ngày 13 tháng 9 năm 1968. Mục đích của cuộc tuần hành này nhằm phản đối chính phủ México. Đích thân Hội đồng Đình công Quốc gia (CNH, trong tiếng Tây Ban Nha là Consejo Nacional de Huelga), vốn là tổ chức đứng đằng sau Phong trào México năm 1968 nắm quyền lãnh đạo cuộc tuần hành này.
CNH đã phát lời kêu gọi một cuộc biểu tình theo chủ nghĩa hòa bình im lặng nhằm phản bác những lời buộc tội của chính phủ México về vấn nạn bạo lực trong phong trào và sự im lặng của Tổng thống Gustavo Díaz Ordaz trong bản Thông báo Chính phủ thứ Tư ngày 1 tháng 9 năm 1968 nói về sinh viên và phong trào này. Vì vậy, cuộc biểu tình hoàn toàn im lặng và với quốc kỳ México được thay thế bằng những lá cờ màu đỏ và đen đồng thời là những bức tranh và chân dung vẽ các anh hùng México.
Đoàn biểu tình xuất phát từ Bảo tàng Nhân chủng học Quốc gia ở Chapultepec đi qua đại lộ Paseo de la Reforma và đặt chân đến quảng trường chính Zócalo của Thành phố México.